# Pocket Tanks
Pocket Tanks — комп'ютерна гра в жанрі покрокова стратегія. Два танки, що належать двом різним гравцям, по черзі ведуть перестрілку.

## Суть гри
Перед початком гри гравці обирають зброю. Для цього формується список із 20 видів зброї, які можуть повторюватися. Загалом у shareware-версії гри 30 видів зброї, у повній Deluxe — 320 видів (на кінець 2016 року). Зброя відрізняється за впливом (вид пострілу та кількість балів за влучення) і може бути придатною не тільки для заробляння балів (наприклад, вимірювач кутів — Tracer).
На початку гри випадково генерується карта, в різних кінцях якої розташовуються танки. Кожен гравець (людина або комп'ютер) керує одним із цих танків. Танк може чотири рази за всю партію пересунутися картою на обмежену відстань. Однак танк може проїхати не по всій місцевості: надто круті схили він подолати не зможе.
Перед пострілом гравець вибирає зброю, встановлює кут нахилу ствола та силу пострілу. Після пострілу зброя зникає зі списку. Кількість ходів у грі обмежена кількістю зброї (20 ходів). Снаряд, що вилетів за лівий або правий край екрана, зникає.
Перемогу здобуває той гравець, який на кінець раунду набрав більшу кількість балів. Бали нараховуються за влучення у ворожий танк і знімаються за влучення у свій.

## Зброя
За всієї простоти гри найбільший інтерес становить використання зброї. Можна розділити її на такі типи:
- Вибухова: у місці удару об землю "виростає" вибух, у радіусі якого відбувається ураження танка.
- Рийна: стріляє через землю.
- Прямого ураження: не впливає на місцевість, бали додає тільки при прямому попаданні в танк противника.
- Блокувальна: зводить перешкоди на карті.
- Осколкова: здатна вражати багаторазово за допомогою уламків або частинок.
- Випадкового влучення: місце влучання не залежить від наведення гравця.
- Допоміжна: до неї можна віднести Трейсер (Tracer), який відображає кут влучення за даного наведення.

## Додатки
На сайті гри можна знайти додатки до гри, що додають близько 250 нових видів зброї. Деякі з них можна завантажити безкоштовно.